# Widna Góra (województwo podkarpackie)
Widna Góra – wieś w Polsce, położona w województwie podkarpackim, w powiecie jarosławskim, w gminie Pawłosiów.
W latach 1975–1998 miejscowość należała administracyjnie do województwa przemyskiego.

## Części wsi
| SIMC    | Nazwa          | Rodzaj     |
| ------- | -------------- | ---------- |
| 0607920 | Konstantynówka | przysiółek |
| 0607937 | Mokra          | przysiółek |